# Lamprosema gressitti
Lamprosema gressitti là một loài bướm đêm trong họ Crambidae.